# Mazeray
Mazeray is een gemeente in het Franse departement Charente-Maritime (regio Nouvelle-Aquitaine) en telt 779 inwoners (1999). De plaats maakt deel uit van het arrondissement Saint-Jean-d'Angély.

## Geografie
De oppervlakte van Mazeray bedraagt 19,5 km², de bevolkingsdichtheid is 39,9 inwoners per km².
De onderstaande kaart toont de ligging van Mazeray met de belangrijkste infrastructuur en aangrenzende gemeenten.

## Demografie
Onderstaande figuur toont het verloop van het inwonertal (bron: INSEE-tellingen).